# Liste der Stolpersteine in Duisburg-Homberg/Ruhrort/Baerl
Die Liste der Stolpersteine in Duisburg-Homberg/Ruhrort/Baerl enthält alle Stolpersteine, die im Rahmen des gleichnamigen Projekts von Gunter Demnig in Duisburg-Homberg/Ruhrort/Baerl verlegt wurden. Mit ihnen soll an Opfer des Nationalsozialismus erinnert werden, die in Duisburg lebten und wirkten. Es ist bekannt, dass etwa 1300 Juden zur Zeit des Nationalsozialismus in Duisburg lebten.

## Alt-Homberg
| Adresse              | Name              | Verlegedatum  | Inschrift                                                                                        | Bild              | Anmerkung |
| -------------------- | ----------------- | ------------- | ------------------------------------------------------------------------------------------------ | ----------------- | --------- |
| Eisenbahnstraße 52 · | Emma Hölterhoff   |               | Hier wohnte Emma Hölterhoff Jg. 1904 denunziert verhaftet hingerichtet 1944 in Berlin-Plötzensee | Emma Hölterhoff   |           |
| Moerser Straße 89 ·  | Karl Gerson       | 19. Dez. 2017 | Hier wohnte Karl Gerson Jg. 1878 deportiert 1941 Riga ermordet 1942                              | Bild gesucht BW   |           |
| Moerser Straße 89 ·  | Johanna Gerson    | 19. Dez. 2017 | Hier wohnte Johanna Gerson geb. Kaufmann Jg. 1883 Riga ermordet                                  |                   |           |
| Rheinstraße 27 ·     | Otto Gutmann      | 20. Nov. 2006 | Hier wohnte Otto Gutmann Jg. 1852 deportiert 1942 ermordet in Theresienstadt                     | Otto Gutmann      |           |
| Rheinstraße 27 ·     | Israel Karten     | 20. Nov. 2006 | Hier wohnte Israel Karten Jg. 1893 deportiert 1941 Riga ermordet in Buchenwald                   | Israel Karten     |           |
| Rheinstraße 27 ·     | Fanny Karten      | 20. Nov. 2006 | Hier wohnte Fanny Karten Jg. 1919 deportiert Riga - KZ Stutthof tot an Haftfolgen 1945           | Fanny Karten      |           |
| Rheinstraße 27 ·     | Max Karten        | 20. Nov. 2006 | Hier wohnte Max Karten Jg. 1925 deportiert Ghetto Kalusz tot 1945                                | Max Karten        |           |
| Rheinstraße 27 ·     | Paul Gutmann      | 20. Nov. 2006 | Hier wohnte Paul Gutmann Jg. 1881 deportiert 1941 Riga ermordet 1942 in Gross-Rosen              | Paul Gutmann      |           |
| Rheinstraße 27 ·     | Betty Gutmann     | 20. Nov. 2006 | Hier wohnte Betty Gutmann geb. Coppel Jg. 1881 deportiert 1941 Riga ermordet                     | Betty Gutmann     |           |
| Rheinstraße 27 ·     | Dr. Julius Coppel | 20. Nov. 2006 | Hier wohnte Dr. Julius Coppel Jg. 1880 deportiert 1941 tot in Riga                               | Dr. Julius Coppel |           |
| Rheinstraße 27 ·     | Gundula Coppel    | 20. Nov. 2006 | Hier wohnte Gundula Coppel geb. Jonas Jg. 1894 deportiert 1941 tot in Riga                       | Gundula Coppel    |           |
| Rheinstraße 27 ·     | Paul Coppel       | 20. Nov. 2006 | Hier wohnte Paul Coppel Jg. 1889 deportiert 1941 ermordet in Riga                                | Paul Coppel       |           |

## Hochheide
| Adresse         | Name            | Verlegedatum | Inschrift                                                                                         | Bild            | Anmerkung |
| --------------- | --------------- | ------------ | ------------------------------------------------------------------------------------------------- | --------------- | --------- |
| Poststraße 75 · | Julianne Krämer |              | Hier wohnte Julianne Krämer geb. Emabuel Jg. 1869 deportiert 1942 ermordet 1943 in Theresienstadt | Julianne Krämer |           |
| Poststraße 75 · | Peter Krämer    |              | Hier wohnte Peter Krämer Jg. 1904 Schutzhaft 1933 deportiert 1943 ermordet in Buchenwald          | Peter Krämer    |           |

## Ruhrort
| Adresse                   | Name              | Verlegedatum  | Inschrift | Bild                                    | Anmerkung |
| ------------------------- | ----------------- | ------------- | --- | --------------------------------------- | --- |
| Dr.-Hammacher-Straße 13 · | Friederike Keller |               | Hier wohnte Friederike Keller geb. Kaufmann Jg. 1877 deportiert 1942 Theresienstadt ermordet 1945                       | Stolperstein Duisburg Friederike Keller | Patenschaft Mütterzentrum e. V. Dr. Hammacher Str. 14 47119 Duisburg Beleg: http://www.kirche-duisburg.de/Downloads/Stolpersteine%20_2.pdf |
| Dr.-Hammacher-Straße 13 · | Johanna Keller    |               | Hier wohnte Johanna Keller geb. Marchand Jg. 1913 deportiert 1941 Riga ermordet 1945                                    | Stolperstein Duisburg Johanna Keller    | |
| Dr.-Hammacher-Straße 13 · | Walter Keller     |               | Hier wohnte Walter Keller Jg. 1908 deportiert 1941 Riga ermordet 1945                                                   | Stolperstein Duisburg Walter Keller     | |
| Fabrikstraße 21 ·         | Schabse Häusler   |               | Hier wohnte Schabse Häusler Jg. 1884 mehrmals 'Schutzhaft' zuletzt 2.9.1940 Dachau ermordet 13.5.1941                   |                                         | |
| Fabrikstraße 21 ·         | Fanny Häusler     |               | Hier wohnte Fanny Häusler Jg. 1884 deportiert 1941 Riga ermordet                                                        |                                         | |
| Fabrikstraße 21 ·         | Leo Häusler       |               | Hier wohnte Leo Häusler Jg. 1923 Flucht 1938 Holland interniert Westerbork deportiert 1944 Auschwitz ermordet 31.5.1944 |                                         | |
| Fabrikstraße 21 ·         | Norbert Häusler   |               | Hier wohnte Norbert Häusler Jg. 1926 deportiert 1941 Riga ermordet                                                      |                                         | |
| Fabrikstraße 26 ·         | Berthold Benjamin |               | Hier wohnte Berthold Benjamin Jg. 1878 deportiert ermordet 1942 in Izbica                                               | Stolperstein Duisburg Berthold Benjamin | |
| Fabrikstraße 26 ·         | Selma Benjamin    |               | Hier wohnte Selma Benjamin geb. Kann Jg. 1881 deportiert ermordet 1942 in Izbica                                        | Stolperstein Duisburg Selma Benjamin    | |
| Fabrikstraße 26 ·         | Kurt Benjamin     |               | Hier wohnte Kurt Benjamin Jg. 1922 deportiert 1942 Izbica ermordet 1942                                                 | Stolperstein Duisburg Kurt Benjamin     | |
| Harmoniestraße 38 ·       | Margot Heymann    |               | Hier wohnte Margot Heymann geb. Sternberg Jg. 1909 deportiert 1941 Auschwitz ermordet 1943                              | Stolperstein Margot Heymann             | |
| Harmoniestraße 38 ·       | Horst Heymann     |               | Hier wohnte Horst Heymann Jg. 1933 deportiert 1941 Auschwitz ermordet 1943                                              | Stolperstein Horst Heymann              | |
| Harmoniestraße 38 ·       | Irmgard Heymann   |               | Hier wohnte Irmgard Heymann Jg. 1934 deportiert 1941 Auschwitz ermordet 1943                                            | Stolperstein Irmgard Heymann            | |
| Harmoniestraße 38 ·       | Helga Heymann     |               | Hier wohnte Helga Heymann Jg. 1936 deportiert 1941 Auschwitz ermordet 1943                                              | Stolperstein Helga Heymann              | |
| Harmoniestraße 38 ·       | Gisela Heymann    |               | Hier wohnte Gisela Heymann Jg. 1937 deportiert 1941 Auschwitz ermordet 1943                                             |                                         | |
| Harmoniestraße 38 ·       | Uri Heymann       |               | Hier wohnte Uri Heymann Jg. 1938 deportiert 1941 Auschwitz ermordet 1943                                                | Stolperstein Uri Heymann                | |
| Landwehrstraße 16 ·       | Sally Isaacson    | 14. Dez. 2015 | Hier wohnte Sally Isaacson Jg. 1877 deportiert 1942 Izbica ermordet                                                     |                                         | |
| Landwehrstraße 16 ·       | Emma Isaacson     | 14. Dez. 2015 | Hier wohnte Emma Isaacson geb. Albertsheim Jg. 1877 gedemütigt/entrechtet tot 10.6.1941 israelitisches Asyl Köln        |                                         | |
| Landwehrstraße 19 ·       | Hans Seelig       |               | Hier wohnte Hans Seelig Jg. 1894 ermordet 1935 im Polizeipräsidium von Gestapo                                          | Stolperstein Duisburg Hans Seelig       | |
| Landwehrstraße 19 ·       | Otto Neumann      |               | Hier wohnte Otto Neumann Jg. 1886 ermordet 1935 im Polizeipräsidium von Gestapo                                         | Stolperstein Duisburg Otto Neumann      | |
| Landwehrstraße 21 ·       | Adolf Heymann     |               | Hier wohnte Adolf Heymann Jg. 1874 deportiert 1942 Theresienstadt ermordet 1943                                         | Stolperstein Duisburg Adolf Heymann     | |
| Landwehrstraße 21 ·       | Berta Heymann     |               | Hier wohnte Berta Heymann geb. Meyer Jg. 1878 deportiert 1942 Theresienstadt ermordet 1943                              | Stolperstein Duisburg Berta Heymann     | |
| Landwehrstraße 21 ·       | Heinz Heymann     |               | Hier wohnte Heinz Heymann Jg. 1920 deportiert 1942 Izbica ermordet 1945                                                 | Stolperstein Duisburg Heinz Heymann     | |
| Landwehrstraße 21 ·       | Fritz Kaiser      |               | Hier wohnte Fritz Kaiser Jg. 1888 deportiert 1942 Minsk ermordet 1942                                                   |                                         | |
| Landwehrstraße 21 ·       | Else Steinberg    |               | Hier wohnte Else Steinberg Jg. 1876 deportiert 1942 Theresienstadt ermordet 1944                                        | Stolperstein Duisburg Else Steinberg    | |
| Landwehrstraße 75 ·       | Jacob Hillmann    | 13. Sep. 2018 | Hier wohnte Jacob Hillmann Jg. 1890 deportiert 1942 Izbica ermordet                                                     | Bild gesucht BW                         | |
| Landwehrstraße 75 ·       | Berta Hillmann    | 13. Sep. 2018 | Hier wohnte Berta Hillmann geb. Rosenbaum Jg. 1896 deportiert 1942 Izbica ermordet                                      |                                         | |
| Landwehrstraße 75 ·       | Gisela Hillmann   | 13. Sep. 2018 | Hier wohnte Gisela Hillmann Jg. 1925 deportiert 1942 Izbica ermordet                                                    |                                         | |
| Landwehrstraße 75 ·       | Edwin Hillmann    | 13. Sep. 2018 | Hier wohnte Edwin Hillmann Jg. 1928 deportiert 1942 Izbica ermordet                                                     |                                         | |
| Landwehrstraße 75 ·       | Wolfgang Hillmann | 13. Sep. 2018 | Hier wohnte Wolfgang Hillmann Jg. 1931 deportiert 1942 Izbica ermordet                                                  |                                         | |
| Milchstraße 8 ·           | Otto Sternberg    |               | Otto Sternberg Jg. 1881 deportiert 1941 ermordet in Riga                                                                |                                         | |
| Milchstraße 8 ·           | Helmut Sternberg  |               | Hier wohnte Helmut Sternberg Jg. 1910 deportiert ermordet 1944 in Auschwitz                                             |                                         | |